# Petit-duc de Watson
Megascops watsonii
Espèce
Synonymes
- Ephialtes watsonii Cassin, 1848
(protonyme)

Statut de conservation UICN

 LC  : Préoccupation mineure
Statut CITES
Le Petit-duc de Watson (Megascops watsonii) est une espèce d'oiseaux de la famille des Strigidae.

## Répartition
Cette espèce vit en Bolivie, au Brésil, en Colombie, en Équateur, en Guyane française, au Guyana, au Pérou, au Suriname et au Venezuela.

## Sous-espèces
D'après la classification de référence du Congrès ornithologique international (v. 14.1), le Petit-duc de Watson possède 2 sous-espèces (ordre phylogénique) :
- Megascops watsonii watsonii (Cassin, 1849) ;
- Megascops watsonii usta (Sclater, PL, 1858).